# Nadine Hentschke
Nadine Hentschke (ur. 27 stycznia 1982 w Rheinbergu) – niemiecka lekkoatletka specjalizująca się w biegach sprinterskich, olimpijka. 
Na arenie międzynarodowej odniosła następujące sukcesy:
| Rok  | Miejsce   | Zawody                         | Konkurencja                                   | Pozycja                     | Wynik       |
| ---- | --------- | ------------------------------ | --------------------------------------------- | --------------------------- | ----------- |
| 2001 | Grosseto  | mistrzostwa Europy juniorów    | sztafeta 4 × 100 m                            | złoty medal                 | 44,16       |
| 2002 | Wiedeń    | halowe mistrzostwa Europy      | bieg na 60 m przez płotki                     | 7. miejsce                  | 8,20        |
| 2003 | Bydgoszcz | młodzieżowe mistrzostwa Europy | bieg na 100 m przez płotki sztafeta 4 × 100 m | srebrny medal brązowy medal | 12,89 44,59 |
| 2005 | Madryt    | halowe mistrzostwa Europy      | bieg na 60 m przez płotki                     | 7. miejsce                  | 8,07        |

Uczestniczka letnich igrzysk olimpijskich w Atenach (2004) – w biegu na 100 m przez płotki zajęła 6. miejsce w biegu eliminacyjnym, nie awansując do półfinału (uzyskany czas: 13,36). 
Trzykrotna mistrzyni Niemiec w biegach: na stadionie (2003 – 100 m ppł) oraz dwukrotnie w hali (2003 – 60 m ppł, 2005 – sztafeta 4 × 200 m).
Rekordy życiowe: 
- stadion

- bieg na 100 m – 11,56 (3 sierpnia 2003, Leverkusen)
- bieg na 100 m przez płotki – 12,89 (20 lipca 2003, Bydgoszcz)
- sztafeta 4 × 100 m – 43,75 (8 sierpnia 2004, Monachium)

- hala

- bieg na 60 m – 7,25 (4 lutego 2005, Erfurt)
- bieg na 60 m przez płotki – 8,00 (6 marca 2005, Madryt)
- sztafeta 4 × 200 m – 1:35,43 (20 lutego 2005, Sindelfingen)